# SŽD-Baureihe ТЭ1Г
Die Lokomotiven der Baureihe ТЭ1Г (deutsche Transkription TE 1G) der Sowjetischen Eisenbahnen (SŽD) waren Versuchslokomotiven in Breitspurbauweise, die aus der Diesellokomotive der Baureihe ТЭ1 entstanden und als Besonderheit einen Antrieb mit Gasgeneratoreinheit besaßen. Es wurden insgesamt 16 Fahrzeuge gebaut. Diese zeigten im Alltagsbetrieb einige Mängel, so dass sie wieder bis 1958 in die Ursprungsvariante zurückgebaut oder ausgemustert wurden.

## Geschichte

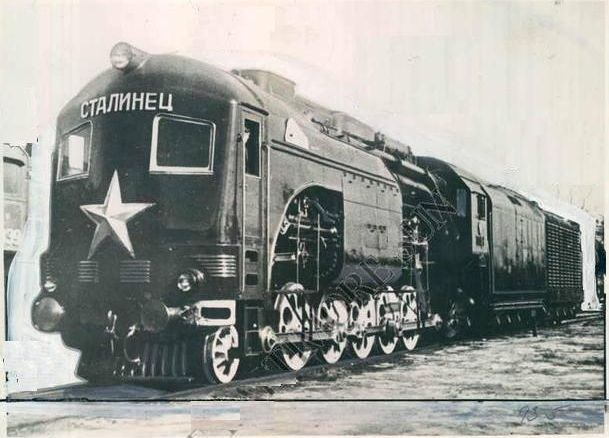
Diesel-Dampflok TP1

Die Grundlage für die Entwicklung dieser Lokomotiven entstand schon beim Bau der ersten Diesellokomotiven (Ээл2). Zu der damaligen Zeit war die Erdölgewinnung und Erdölverarbeitung in der damaligen Sowjetunion noch nicht ausreichend entwickelt und der Vorrat an Erdöl war noch nicht ausreichend erkundet. Außerdem beanspruchten der Autoverkehr und der Luftverkehr ein Kontingent von diesen Industriezweigen. Daher kam für die genannten Fahrzeuge immer wieder die Frage der Verwendung von festem Kraftstoff auf.
Durch die weitere Entwicklung der Städte stieg das Verkehrsaufkommen stark an, und zu der Zeit entstanden erste Projekte von Gasgeneratoren Diesellokomotiven. Als erste gebaute Gasgeneratoren Diesellokomotive kann die Diesel-Dampflok TP 1 bezeichnet werden, die 1939 vom Werk Kolomna ausgeliefert wurde. Diese Lokomotive war ein Hybrid von einer Diesellokomotive und einer Dampflokomotive (SŽD-Baureihe ФД). Ihre Besonderheit war die Gasgeneratoreneinheit im Tender, die mit Anthrazit betrieben wurde. Die Lokomotive absolvierte am 26. Dezember 1939 ihre erste Probefahrt, bei der sich noch ein unsicherer Lauf des Dieselmotors herausstellte. Mit dem Beginn des Zweiten Weltkriegs war die Lokomotive noch nicht vollendet, und deshalb wurde das Projekt beendet sowie die Lokomotive 1942 ausgemustert.
1943 erschien ein Angebot von dem Ingenieur P. W. Jakobson zur Umarbeitung einer Diesellokomotive der Reihe Ээл auf einen Gasgeneratorenantrieb. Die Vergasung des festen Kraftstoffes erfolgte in einem separaten Tender. Der Prozess der Vergasung wurde bei einer höheren Temperatur als bei der TP 1 durchgeführt (900–1100 °C gegenüber 700 °C), was den Wirkungsgrad der Einheit erhöhte. Bei diesem Motor war ein gemischter Kraftstoff vorgesehen, der zu 15–25 % aus flüssigem Kraftstoff und zu 75–85 % aus Gas bestand. Zur Umsetzung dieses Projektes wäre es erst um 1950 gekommen. Da zu der Zeit bereits die SŽD-Baureihe ТЭ1 ausgeliefert wurde, kam es nicht zur Bauausführung des Projektes.
Deshalb wurde um 1950 das Projekt in eine Gasgeneratoren Diesellokomotive auf der Grundlage der SŽD-Baureihe ТЭ1 umgearbeitet. Das Forschungsinstitut für die Eisenbahn der Sowjetunion stellte in diesem Jahr die ТЭ1–20–187 auf gemischte Verbrennung um und beschaffte eine separate Vergasungssektion. Diese bestand aus einem vierachsigen Tender, der auf zwei Drehgestellen mit einem Raddurchmesser von 950 mm gelagert war. Im August 1950 begann die Standerprobung der neuen Lokomotive, die die vollständige Bezeichnung ТЭ1Г-20-187 erhielt. Als fester Brennstoff wurde Anthrazit verwendet.

## Technik und Bau
Im Wesentlichen bestand die Lokomotive aus einer unwesentlich veränderten Diesellokomotive der Reihe ТЭ1 und der Gasgeneratoreneinheit. Der flüssige und der gasbildende Brennstoff wurde durch unterschiedliche Ventile gesteuert, die Bildung der Arbeitsmischung wurde in den Zylindern des Dieselmotors vollzogen. Man kann sich die Lokomotive bildlich als eine Diesellokomotive mit einem Tender vorstellen.
Da die Standerprobungen der Lokomotive zufriedenstellend verliefen, ging die ТЭ1Г-20-187 Ende 1951 zu Versuchsfahrten in das Depot Werchni Baskuntschak. Bei diesen Versuchen wurde ein Wirkungsgrad von 14–16 % ermittelt, der Kraftstoffverbrauch betrug nur noch 25–30 % im Vergleich zur SŽD-Baureihe ТЭ1. Im Zusammenhang mit diesen befriedigenden Ergebnissen erhielt die Lokomotivfabrik Ulan-Ude den Auftrag zur Umarbeitung von weiteren fünf Lokomotiven der Reihe ТЭ1, wobei das Werk 1952 die Lokomotiven mit den Inventarnummern 114, 146, 176, 209 und 210 umarbeitete. Diese Lokomotiven wurden ebenso wie die ТЭ1Г-20-187 zum Versuchsbetrieb in das Depot Werchni Baskuntschak gegeben. Auf der Grundlage der Resultate dieses Betriebes fertigte die Lokomotivfabrik Ulan-Ude 1954 noch zehn Lokomotiven, so dass insgesamt 16 Lokomotiven der Reihe ТЭ1 umgearbeitet wurden.

## Einsatz
Der reale Betrieb mit den Diesellokomotiven der Reihe ТЭ1Г brachte zum einen den Vorteil, dass die Lokomotiven 5,5 mal weniger festen Kraftstoff als eine parallel mit ihr laufende Dampflok der Reihe ША verbrauchte. Gleichzeitig wurde ermittelt, dass der Verbrauch an flüssigem Kraftstoff höher war als bei den Versuchen, nämlich 35–40 % im Vergleich mit der ursprünglichen ТЭ1. Die Ursachen waren in der nicht kontinuierlichen Arbeit der Antriebsanlage, und damit auch der Gasgeneratoreneinheit zu sehen. Gegenüber der Ursprungsmaschine musste der Brennstoff bereits nach 500 km anstatt nach 1200 km ergänzt werden. Sicherlich war auch von Nachteil, das die Lokomotive nur in einer Richtung verkehren konnten und an den Endstationen jeweils gewendet werden mussten. Die Länge der Maschinen erforderte große Drehscheiben.
Als Hauptmangel zeigte sich der größere Verschleiß an der Motoreinheit, der durch den Kohlenstaub hervorgerufen wurde. Dieser Staub, der abrasiv wirkte, beschädigte die Zylinderlaufbuchsen, verdarb die Ventile für die Mischung des Kraftstoffes und verunreinigte das Motorenöl. Das wiederum führte zu einem erhöhten Verschleiß der Kurbelwelle des Dieselmotors. Außerdem zeigte der Gasgenerator nach einer gewissen Zeit Korrosionserscheinungen. Diese Umstände verursachten wesentlich mehr Kosten für den normalen Betrieb.
Da 1956 die SŽD-Baureihe ТЭ3 mit dem Zweitaktdieselmotor 2D 100 erschien und sich die Erdölgewinnung sowie Erdölverarbeitung inzwischen ausreichend entwickelt hatte, beschloss man, dass Projekt der Gasgeneratorenloks nicht weiter zu betreiben. Die vorhandenen Gasgenerotorenlokomotiven wurden wieder in die Ursprungsvariante zurückgebaut oder ausgemustert. 1958 war die letzte Maschine ausgemustert. Der Betrieb mit den Lokomotiven führte aber zur Möglichkeit der Erforschung von ökonomischen Brennstoffen.
Außer der damaligen Sowjetunion interessierte sich auch die Volksrepublik China sehr für das Projekt. Daher wurden zwei Lokomotiven, die ТЭ1Г-20-096 und die ТЭ1Г-20-127 für einen gemeinsamen sowjetisch-chinesischen Versuch überlassen. Für den festen Kraftstoff wurde Anthrazit aus chinesischen Minen verwendet. Nach Beendigung des Versuches 1959 erwarb die damalige Chinesische Eisenbahn eine Lokomotive.